# Vulgichneumon saevus
Vulgichneumon saevus är en stekelart som först beskrevs av Cresson 1867.  Vulgichneumon saevus ingår i släktet Vulgichneumon och familjen brokparasitsteklar. Inga underarter finns listade i Catalogue of Life.